# 4879 Zykina
4879 Zykina eller 1974 VG är en asteroid i huvudbältet som upptäcktes den 12 november 1974 av den ryska astronomen Ljudmila Tjernych vid Krims astrofysiska observatorium på Krim. Den är uppkallad efter Lyudmila Zykina.
Asteroiden har en diameter på ungefär 13 kilometer.